# Maci Laci nagy szökése
A Maci Laci nagy szökése (eredeti cím: Yogi's Great Escape) 1987-ben bemutatott amerikai televíziós rajzfilm, amelyet Ray Patterson rendezett. Az animációs játékfilm a producere Kay Wright. A forgatókönyvet Neal Barbera írta, a zenéjét Sven Libaek szerezte. A tévéfilm a Hanna-Barbera gyártásában készült. Műfaja kalandos filmvígjáték.
Amerikában 1987. szeptember 20-án a Syndication sugározta. Magyarországon két szinkronos változat is készült belőle, amelyekből az elsőt 1993-ban adták ki VHS-en, a másodikat 2005-ben a Cartoon Network-ön vetítették le a televízióban.

## Szereplők
| Szereplő         | Eredeti hang    | Magyar hang                     | Magyar hang                                |
| Szereplő         | Eredeti hang    | 1. magyar változat (ZOOM, 1993) | 2. magyar változat (Cartoon Network, 2005) |
| ---------------- | --------------- | ------------------------------- | ------------------------------------------ |
| Maci Laci        | Daws Butler     | Vajda László                    | Várkonyi András                            |
| Wally Gátor      | Daws Butler     | Beregi Péter                    | Juhász György                              |
| Nyegleó          | Daws Butler     | Szacsvay László                 | Király Attila                              |
| Pecsenye paci    | Daws Butler     | Schnell Ádám                    | Varga T. József                            |
| Smith vadőr      | Don Messick     | Izsóf Vilmos                    | Varga T. József                            |
| Bubu             | Don Messick     | Bolba Tamás                     | Fekete Zoltán                              |
| Trapper          | Bill Callaway   | Forgács Gábor                   | Csuja Imre                                 |
| Papa             | Bill Callaway   | Rosta Sándor                    | Németh Gábor                               |
| Kövér riporter   | Bill Callaway   | Hollósi Frigyes                 | Dolmány Attila                             |
| Buzzy            | Susan Blu       | Kiss Erika                      | Bogdányi Titanilla                         |
| Cowgirl lány     | Susan Blu       | Somlai Edina                    | Talmács Márta                              |
| Mocsári rókalány | Susan Blu       | Vadász Bea                      | Mánya Zsófi                                |
| Kislány          | Susan Blu       | Vadász Bea                      | Kántor Kitty                               |
| Bopper           | Frank Welker    | Zalán János                     | Előd Álmos                                 |
| Yapper           | Frank Welker    | Szalay Imre                     | Szokol Péter                               |
| Bitsy            | Edan Gross      | Bor Zoltán                      | Előd Botond Seszták Szabolcs (ének)        |
| Sovány fiú       | Josh Rodine     | Bor Zoltán                      | Baradlay Viktor                            |
| Vezér fiú        | Scott Menville  | Bartucz Attila                  | Stukovszky Tamás                           |
| Pufók fiú        | Dustin Diamond  | Szokol Péter                    | Baráth István                              |
| Bandita maci     | Allan Melvin    | Csurka László                   | Bácskai János                              |
| Kis medve        | Hamilton Camp   | Kocsis György                   | Csőre Gábor                                |
| Cowboy fiú #1    | Tress MacNeille | Bartucz Attila                  | Ungvári Gergely                            |
| Mama             | Tress MacNeille | Dudás Eszter                    | Ősi Ildikó                                 |
| Kisfiú           | Tress MacNeille | Gerő Gábor                      | Penke Bence                                |
| Cowboy fiú #2    | Patrick Fraley  | Gerő Gábor                      | Penke Bence                                |
| Mocsári rókafiú  | Patrick Fraley  | Petrik Péter                    | Morvay Gábor                               |
| Riporter         | Patrick Fraley  | Imre István                     | Gardi Tamás                                |

## Betétdalok
| Magyar                              | Magyar                                                     | Magyar                                                                       | Angol                   | Angol                                                     |
| Dal                                 | Előadó                                                     | Előadó                                                                       | Dal                     | Előadó                                                    |
| Dal                                 | 1993                                                       | 2005                                                                         | Dal                     | Előadó                                                    |
| ----------------------------------- | ---------------------------------------------------------- | ---------------------------------------------------------------------------- | ----------------------- | --------------------------------------------------------- |
| Kedvencem a fürge hal (rövid dal)   | Vajda László Bolba Tamás Kiss Erika Bor Zoltán Zalán János | Várkonyi András Fekete Zoltán Bogdányi Titanilla Seszták Szabolcs Előd Álmos | My Favorite Dish        | Daws Butler Don Messick Susan Blu Edan Gross Frank Welker |
| Popcorn, cukor, mogyoró (rövid dal) | Vajda László Bolba Tamás Bor Zoltán Zalán János            | Várkonyi András Fekete Zoltán Seszták Szabolcs Előd Álmos                    | Popcorn, Candy, Peanuts | Daws Butler Don Messick Edan Gross Frank Welker           |

## További informárciók
- Maci Laci nagy szökése Archiválva 2016. augusztus 26-i dátummal a Wayback Machine-ben a TV.com oldalon (angolul)
- Maci Laci nagy szökése a tematikus Hanna-Barbera wikiben (angolul)
- Maci Laci nagy szökése a tematikus Yogi Bear wikiben (angolul)